# Славяново (Хасковська область)
Славя́ново (болг. Славяново) — село в Хасковській області Болгарії. Входить до складу общини Харманли.

## Населення
За даними перепису населення 2011 року у селі проживала 731 особа.
Національний склад населення села:
| Національність   | Кількість осіб | Відсоток |
| ---------------- | -------------- | -------- |
| болгари          | 513            | 83,7%    |
| турки            | 70             | 11,4%    |
| цигани           | 23             | 3,8%     |
| інша             | 0              | 0%       |
| не визначились   | 7              | 1,1%     |
| Всього відповіли | 613            |          |

Розподіл населення за віком у 2011 році:
Динаміка населення: